# 1946 en Italie
Chronologie de l'Italie
- 1942
- 1943
- 1944
- 1945
- 1946
- 1947
- 1948
- 1949
- 1950

## Événements
- 1er janvier :
  - Alcide De Gasperi remplace dans les administrations les autorités nommés par les Comités de libération par des fonctionnaires de carrière[1].
  - les alliés rendent la juridiction sur les régions de l'Italie du Nord au gouvernement italien[2].
- 19 janvier : la Confédération des industriels et la Confédération générale du travail (CGIL) signent un accord qui met fin progressivement au blocage des licenciements[3].

- 4-8 février : congrès du parti d’Action à Rome. Le parti, fortement partagé entre courants opposés, se dissout[3].

- 9 mars : approbation d’un décret qui fixe au 2 juin le référendum institutionnel et l’élection de l’Assemblée constituante[3].
- 10 mars : décret-loi n° 74 ; promulgation de la loi électorale, dite proportionnelle classique (Proporzionale classica)[4].
- 12 mars : tous les journalistes radiés en vertu de la loi d'épuration de 1944 sont réintégrés et les journaux ne sont plus sous gestion de commissaires[5].
- 31 mars : le Haut-commissariat pour les sanctions contre le fascisme est dissous[1].

- 10 avril : création à Milan de Mediobanca par Enrico Cuccia[6].
- 11-17 avril : congrès du parti socialiste italien à Florence. Tout en réaffirmant sa volonté de collaboration avec les communistes, le parti révèle d’importants courants autonomistes et réformistes[3].

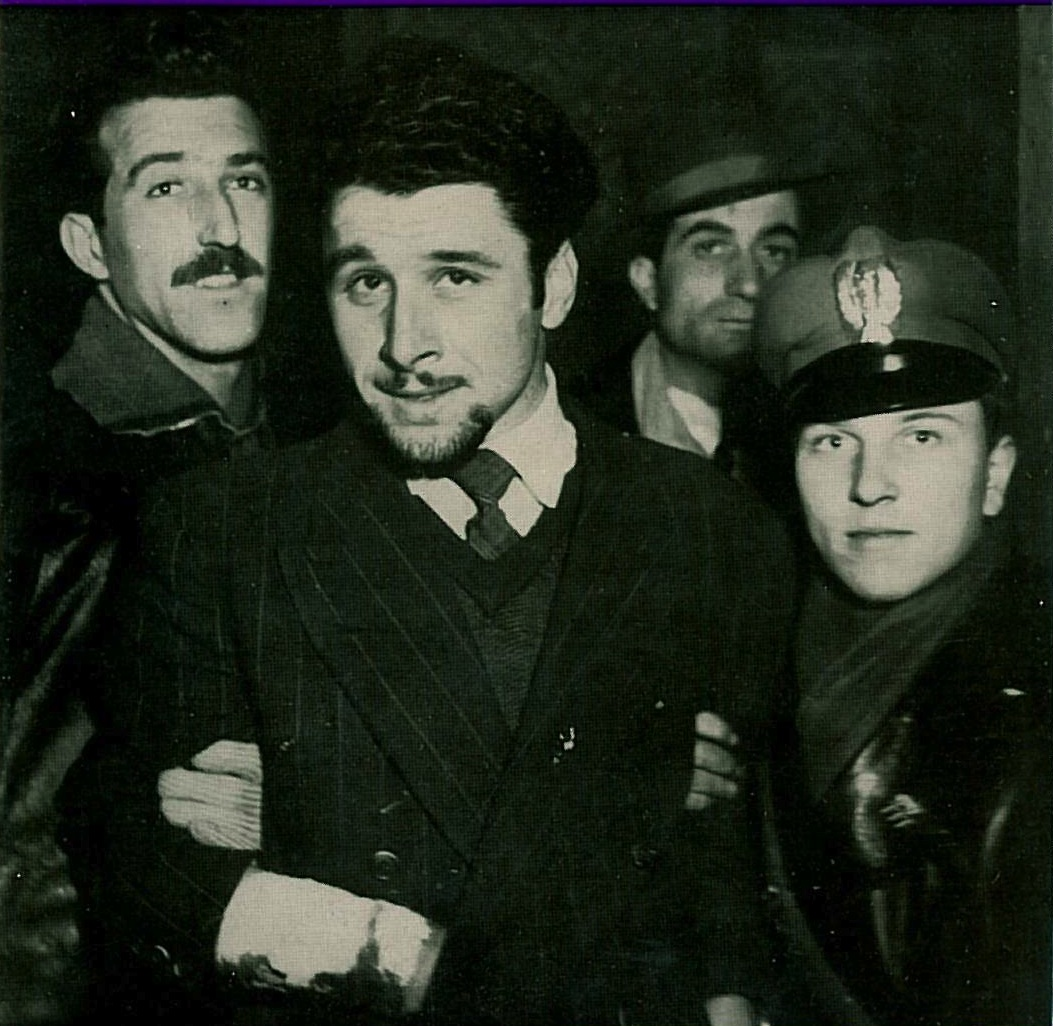
Le bandit Ezio Barbieri capturé par la police le 26 février 1946.

- 21-24 avril : mutinerie à la prison San Vittore de Milan ; le jour de Pâque, un groupe de détenus dirigé par le bandit Ezio Barbieri désarme les gardiens et libère les autres prisonniers. Il faut faire appel à l'armée pour réprimer la révolte[7].
- 23 avril : Enrico Piaggio dépose le brevet de la Vespa à Florence[8].
- 23-29 avril : congrès du parti démocrate-chrétien à Rome. Le parti se dérobe à une prise de position sur la question institutionnelle[3].

- 7 mai : le Corriere della Sera reprend sa sortie en kiosque[9].
- 9 mai : Victor-Emmanuel III abdique en faveur du prince héritier Humbert, qui gouverne jusqu’en juin[10].
- 15 mai : décret royal publiant le statut spécial de la Sicile[11].

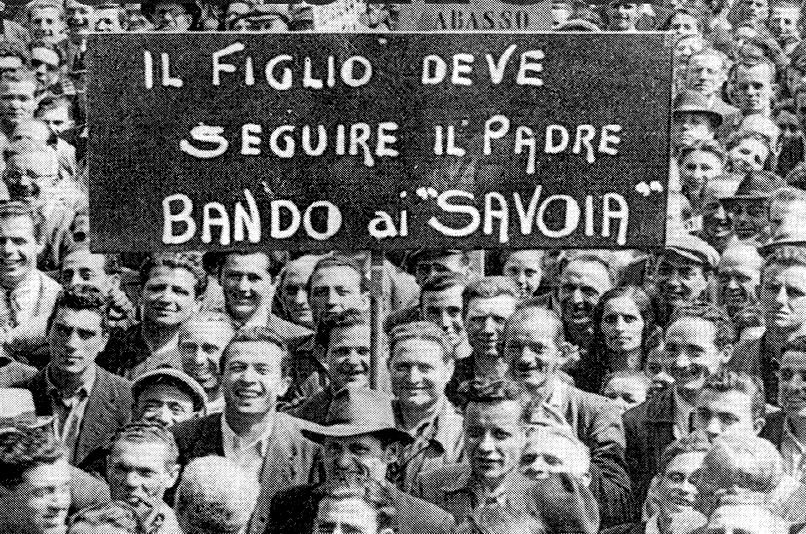
Manifestation pour la république précédant le référendum.

- 2-3 juin : par référendum, les Italiens se prononcent, à une faible majorité (54,3 % des voix), en faveur du régime républicain[12]. Élection le même jour d’une Assemblée constituante où la Démocratie chrétienne est majoritaire (35,2 %), devant socialistes (20,7 %) et communistes (19 %)[13]. Pour la première fois, les femmes participent au scrutin.
- 11 juin : Caduti di via Medina. À Naples, des manifestants monarchistes tentent de prendre d'assaut le siège du PCI où un drapeau tricolore dont l’emblème de la dynastie des Savoie a été découpé a été hissé avec un drapeau rouge. Des coups de feu échangés entre les manifestants et la police font sept morts parmi les manifestants, dont une femme[12].
- 13 juin : Victor-Emmanuel III, le roi Humbert II, et l’héritier Victor-Emmanuel partent pour le Portugal[12].
- 18 juin : proclamation de la république italienne et abolition de la monarchie[12].
- 22 juin : amnistie Togliatti ; décret du gouvernement provisoire qui accorde une amnistie générale pour les crimes politiques dans l'intention de clore la période de la guerre civile[14].

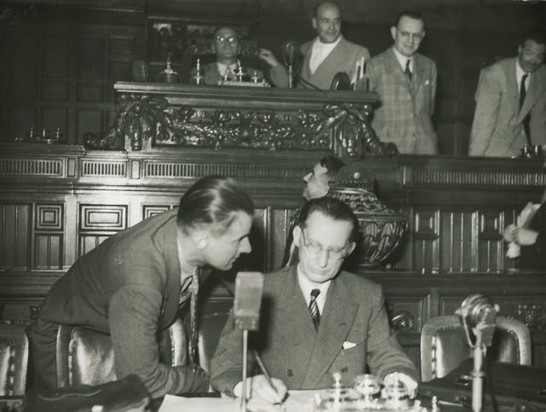
De Gasperi lors de la première session de l'Assemblée constituante et de l'élection des membres du Bureau provisoire.

- 25 juin : ouverture de l’Assemblée constituante ; le 15 juillet, les constituants confient  à une Commission pour la Constitution de 75 membres le soin d’élaborer le projet constitutionnel[15].
- 26 juin : le gouvernement promulgue le « lodo De Gasperi » pour tenter de réconcilier propriétaires fonciers et agriculteurs dans le conflit du métayage, converti en loi le 27 mai 1947[16].
- 28 juin : Enrico De Nicola est élu chef provisoire de l’État par l'Assemblée constituante[17].

- 13 juillet : après avoir démissionné, Alcide De Gasperi forme un nouveau cabinet avec notamment Nenni, Segni et Scelba[18]. Bien que le PCI continue à assurer sa participation, Togliatti préfère ne pas avoir de portefeuille pour jouir d’une plus grande liberté d’action et de critique.
- 23 juillet : création du Parti national monarchiste par Alfredo Covelli (it) et Achille Lauro, bien implanté dans le Mezzogiorno[19].

- 26 août : assassinat à Palerme de Giuseppe Greco de Ciaculli et de son frère Pietro. Début d'une guerre au sein de la famille mafieuse des Greco[20].

- 5 septembre : l’Italie et l’Autriche signent à Paris un accord qui assure à l’Italie la possession du Haut-Adige et oblige l'État italien à protéger la communauté germanophone[21].

- 12 octobre : l'Italie adopte l'hymne de Mameli comme hymne national provisoire[22].

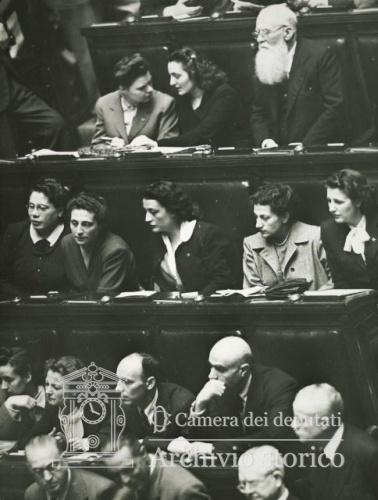
Le groupe du Parti communiste italien à l'Assemblée constituante.

- 26 octobre : le parti socialiste et le parti communiste renouvellent leur pacte d’unité d’action[23].

- 3 novembre : la radio reprend ses émissions dans tout le pays pour la première fois depuis le 8 septembre 1943[24].
- 29 novembre : à Milan, Rina Fort (it) tue la femme et les trois enfants de son amant en les frappant avec une barre de fer[25]. Le procès, très suivi, suscite l'intérêt d'écrivains et de journalistes, dont Dino Buzzati.

- 26 décembre : création du MSI (Mouvement social italien), dirigé par Giorgio Almirante, par certains anciens fascistes, permise par une loi d’amnistie[26].

- Un « plan de première aide » est accordé par les États-Unis[27].

## Culture

### Cinéma
- 29 juillet : première cérémonie des Rubans d'argent à Rome.
- Box-office Italie 1946

#### Films italiens sortis en 1946
- 27 avril : Sciuscià, film de Vittorio De Sica

#### Mostra de Venise
- Mention du meilleur film : L'Homme du Sud de Jean Renoir
- Coupe Volpi pour la meilleure interprétation féminine : non décerné
- Coupe Volpi pour la meilleure interprétation masculine : non décerné

### Littérature

#### Livres parus en 1946
- Beniamino Joppolo termine sa pièce de théâtre Andrea Pizzino.

#### Prix et récompenses
- Prix Bagutta : non décerné
- Prix Viareggio :
  - Roman : Silvio Micheli, Pane duro
  - Poésie : Umberto Saba, Il Canzoniere

## Naissances en 1946
- 30 mai : Vincino (Vincenzo Gallo), dessinateur et journaliste . († 21 août 2018)
- 22 novembre : Domenico Bova, homme politique. († 9 juillet 2019)

## Décès en 1946
- 29 mai : Cagnaccio di San Pietro, 49 ans, peintre. (° 14 janvier 1897)
- 22 août : Luigi Maggi, 78 ans, acteur et réalisateur. (° 21 décembre 1867)